# 滇菜豆树
滇菜豆树（学名：[Radermachera yunnanensis] 错误：{{Lang}}：文本有斜体标记（帮助））为紫葳科菜豆树属的植物，为中国的特有植物。分布于中国大陆的云南等地，生长于海拔750米至1,100米的地区，一般生长在箐沟或山坡密林处，目前尚未由人工引种栽培。
其种加词 yunnanensis 意为“云南的”。

## 别名
蛇尾树（景东），豇豆树（麻栗坡），土厚朴（云南）